# Siegmund Jaroch
Siegmund Jaroch (* 20. November 1926 in Stettin; † 9. Januar 2016 in Berlin) war ein deutscher Politiker (CDU). Er war Mitglied des Abgeordnetenhauses von Berlin und von 1975 bis 1991 der 12. Bezirksbürgermeister des Berliner Bezirks Tempelhof.

## Biografie
Siegmund Jarochs Familie zog aufgrund der Kriegswirren nach Berlin, wo er noch als Luftwaffenhelfer eingezogen wurde.
1947 legte er am Eckener-Gymnasium im Ortsteil Mariendorf das Abitur ab und begann ein Studium der Wirtschaftswissenschaften, welches er jedoch abbrach. Er wechselte als Dienstanwärter in den öffentlichen Dienst und war schließlich als Stadtoberinspektor in der Abteilung Jugend und Sport des Bezirksamts Tempelhof tätig.

## Politik
Ebenfalls 1947 trat Jaroch in die Berliner CDU ein. Über die Bezirksliste rückte er 1959 für den ausgeschiedenen Rudolf Dümchen in das Abgeordnetenhaus von Berlin nach, dem er bis 1965 angehörte.
Im selben Jahr wählte ihn die Bezirksverordnetenversammlung von Berlin-Tempelhof zum neuen Bezirksstadtrat für Wirtschaft und Finanzen. Ab 1971 übernahm er zugleich das Amt des stellvertretenden Bezirksbürgermeisters.
Bereits 1968 wurde Jaroch als Nachfolger von Rudolf Dümchen zum Kreisvorsitzenden der CDU Tempelhof gewählt.
Bei den Berliner Wahlen 1975 errang die CDU die Mehrheit in der Bezirksverordnetenversammlung, woraufhin Jaroch als Nachfolger von Bernhard Hoffmann (SPD) zum neuen Bezirksbürgermeister gewählt wurde. Zwei Jahre später gab er sein Amt als CDU-Kreisvorsitzender an Axel Gollmer ab.
Über die Bezirksliste Tempelhof kandidierte Jaroch bei den Wahlen von 1990 erneut für das Abgeordnetenhaus und zog schließlich 1991 in das Landesparlament ein. Zugleich gab er sein Amt als Bezirksbürgermeister auf. Jaroch war zu diesem Zeitpunkt der dienstälteste Bürgermeister Berlins und darüber hinaus der Tempelhofer Bezirksbürgermeister mit der längsten Amtszeit. Seine Nachfolge trat Wolfgang Krueger an.
Bei den Berliner Wahlen 1995 kandidierte Jaroch nicht mehr, schied aus dem Abgeordnetenhaus aus und beendete seine politische Laufbahn.
Für seine Verdienste in der Landes- und Kommunalpolitik wurde Jaroch im März 2000 vom Regierenden Bürgermeister Eberhard Diepgen mit der Würde eines Stadtältesten ausgezeichnet.

## Gesellschaftliches Wirken
Während seiner Zeit als Tempelhofer Bezirksbürgermeister widmete er sich vor allem der Förderung der deutsch-amerikanischen Beziehung. Als Teile von Tempelhofs Partnerstadt Charleston (South Carolina) 1989 durch einen Hurrikan verwüstet wurden, spendete Jaroch unkompliziert 40.000 DM aus öffentlichen Mitteln und organisierte private Hilfsaktionen.
Für sein Handeln wurde er 1992 mit dem höchsten Zivilorden der US-amerikanischen Luftwaffe, der Scroll of Appreciation, ausgezeichnet.

## Privates
Siegmund Jaroch lebte im Ortsteil Mariendorf. Bekannt wurde er auch dadurch, dass er keine Fahrerlaubnis besaß und viele Dienstgänge mit öffentlichen Verkehrsmitteln absolvierte.

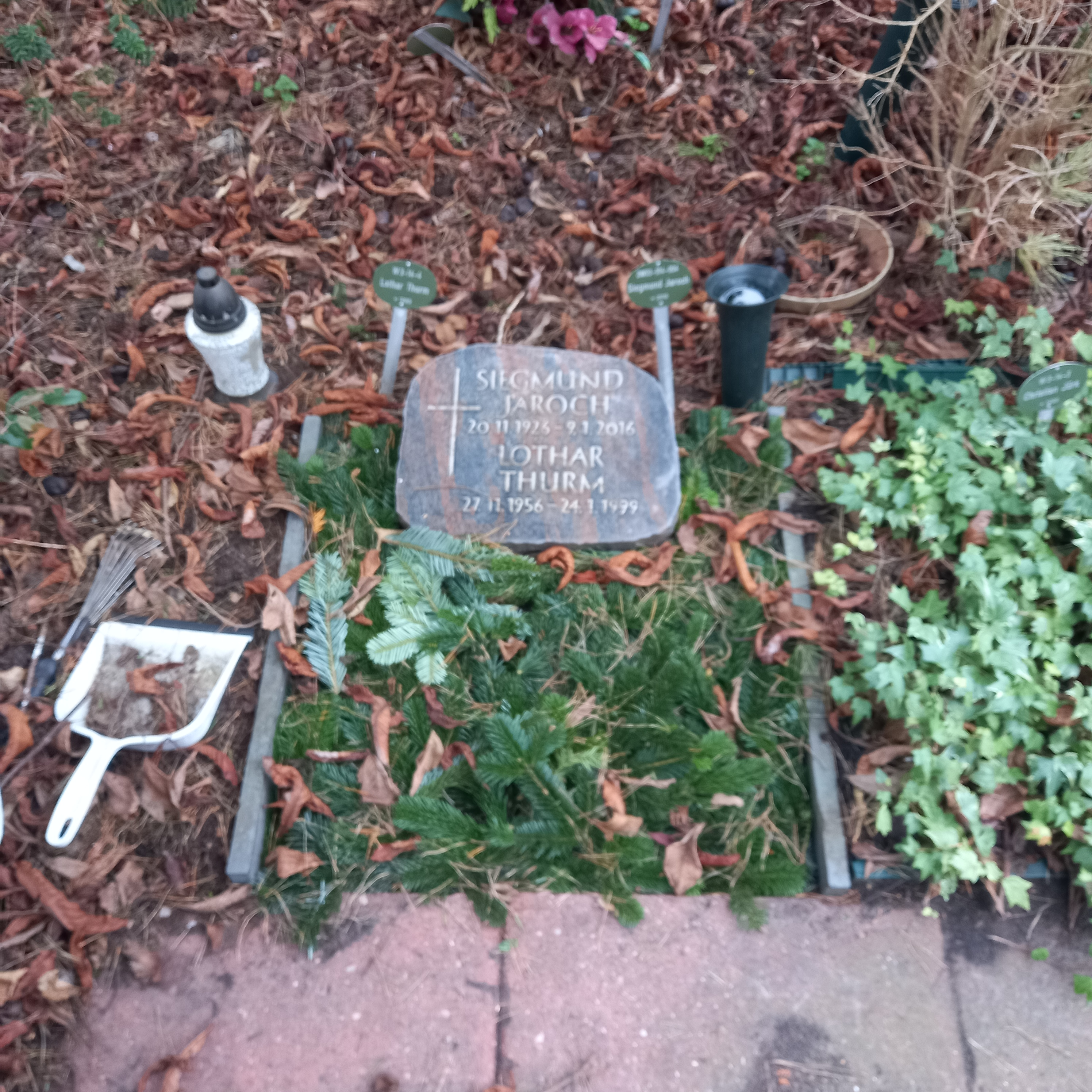
Das Grab von Siegmund Jaroch auf dem Heilig-Kreuz-Kirchhof in Berlin

Er starb am 9. Januar 2016 mit 89 Jahren und ist auf dem Heilig-Kreuz-Kirchhof beigesetzt.

## Ehrungen
- Scroll of Appreciation (1992)
- Stadtältester von Berlin (2000)